# 810
Раннє Середньовіччя. Епоха вікінгів. Реконкіста. 
У Східній Римській імперії продовжується правління Никифора I.  Імператор Заходу Карл Великий править Франкським королівством. Північ Італії належить Франкському королівству, Рим і Равенна під управлінням Папи Римського, герцогства на південь від Римської області незалежні, деякі області на півночі та на півдні належать Візантії.  Піренейський півострів, окрім Королівства Астурія, займає Кордовський емірат. В Англії триває період гептархії. Аварський каганат припинив існування. Існують слов'янські держави: Карантанія, як васал Франкського королівства, та Перше Болгарське царство.
Аббасидський халіфат очолює аль-Амін. У Китаї править династія Тан. В Індії почалося піднесення імперії Пала. В Японії триває період Хей'ан. Хозарський каганат підпорядкував собі кочові народи на великій степовій території між Азовським морем та Аралом. Територію на північ від Китаю займає Уйгурський каганат.
На території лісостепової України в IX столітті літописці згадують слов'янські племена білих хорватів, бужан, волинян, деревлян, дулібів, полян, сіверян, тиверців, уличів. У Північному Причорномор'ї співіснують різні кочові племена, зокрема булгари, хозари, алани, тюрки, угри, кримські готи. Херсонес Таврійський належить Візантії. 

## Події
- Бунт арабського ополчення в Кайруані змусив Аглабідського еміра Ібрагіма ібн аль-Аглаба покинути місто.
- У державі Пала розпочалося правління Девапали.
- Іспанські маври захопили й спустошили Сардинію та Корсику.
- Піпін Італійський відбив у візантійців Венецію та Істрію. Візантійці втекли на острів Ріальто, який Піпін взяв в облогу. Але візантійський флот змусив Піпіна відступити. 8 липня Піпін помер у віці 33 років.
- Римський імператор Карл Великий організовує похід проти данів на чолі з Готфрідом, які напали на фризів і взяли з них данину. Союзники данів велети зруйнували Гамбург.
- Данський король Готфрід повернувся в Данію, де його вбив власний племінник. Розпочалася громадянська війна, й Карл Великий вирішив, що вторгнення не потрібне.
- Посольство кордовського еміра запропонувало Карлу Великому умови миру, за яким території до річки Ебро будуть належати франкам.
- Підписано Никифорський мир між Франкським королівством та Візантійською імперією. Венеція, Істрія та Далмація відходять до Візантії. Василевс Никифор I визнав Карла Великого королем, але не імператором.
- Папа Римський Лев III прийняв filioque як істину віри, але не зважився включити його в літургію.
- Завершилося написання Келлської книги.

## Померли
- Піпін Італійський, король Італії.